# T-Model Ford
Pour les articles homonymes, voir Ford T, Carter et Ford (homonymie).
Cet article possède un paronyme, voir James Carter.
James Lewis Carter Ford, connu sous le nom de T-Model Ford, est un bluesman américain né autour de 1920 dans le Mississippi et mort le 16 juillet 2013 à Greenville dans le Mississippi,. Son style musical combine le Delta blues, le Chicago blues et le Juke joint blues (en).
T-Model Ford disait ne plus se souvenir de sa date de naissance. Il aurait eu six femmes et 26 enfants.

## Biographie
T-Model Ford dit s'être mis à la guitare à 58 ans quand sa cinquième femme lui en a offert une au moment de le quitter.
C'est au milieu des années 1990 que le label Fat Possum Records le contacte pour enregistrer son premier disque.

## Discographie
- 1997 : Pee-Wee Get My Gun, Fat Possum Records
- 1999 : You Better Keep Still, Fat Possum Records
- 2000 : She Ain't None of Your'n, Fat Possum Records
- 2002 : Bad Man, Fat Possum Records
- 2008 : Don't Get Out Talkin' It, Fat Possum Records
- 2008 : Jack Daniel Time, Mudpuppy
- 2010 : The Ladies Man, Alive Records
- 2011 : Taledragger, Alive Records